# Enriqueta Basilio
Norma Enriqueta Basilio Sotelo (Mexicali, 1948. július 15. – Mexikóváros, 2019. október 26.) mexikói gátfutó, olimpikon, politikus.

## Sportpályafutása
80 méteres gátfutásban országos bajnokságot nyert, az 1967-es Pánamerikai játékokon hetedik lett ugyanebben a versenyszámban. 1968-as hazai rendezésű olimpián 80 méteres gátfutásban, 4x100 méteres váltóban és 400 méteres gátfutásban indult, de egyik számában sem jutott döntőbe. Ő gyújtotta meg a játékok kezdetén az olimpiai lángot, első nőként a sporttörténelemben. Az 1970-es Közép-amerikai és Karibi Játékokon a 4x100 méteres mexikói váltó tagjaként bronzérmet szerzett.
A 2004-es olimpiai játékokat megelőzően is futott az olimpiai fáklyával hazájában, Mexikóvárosban.
Sportpályafutása befejezése után az Intézményes Forradalmi Párt színeiben politizálni kezdett. 2019. október 26-án, 71 éves korában hunyt el.

## További információ
- Sánchez Hidalgo, "Nuestros Juegos México 68", Published by "Comité Olímpico Mexicano" (Mexikói Olimpiai Bizottság), 2003
- "Memoria México 68", Mexikói Olimpiai Bizottság
- A Time magazin '68 Olympics című cikkében Archiválva 2013. augusztus 25-i dátummal a Wayback Machine-ben